# Lepidopilidium subrevolutum
Lepidopilidium subrevolutum är en bladmossart som beskrevs av Cardot in Grandidier 1915. Lepidopilidium subrevolutum ingår i släktet Lepidopilidium och familjen Hookeriaceae. Inga underarter finns listade i Catalogue of Life.